# Rocade de Fougères
La rocade de Fougères est une route contournant la ville de Fougères. Elle est empruntée par la RN 12 et la RD 706. Sa longueur est de 8 km.
Elle est en deux voies, mais aux heures de pointe, la circulation est dense et il y a des bouchons[réf. souhaitée].

## Itinéraire
- Rond-point de La Martinais[réf. souhaitée] RD 155 : Lécousse-centre, Fougères, Saint-Brice-en-Coglès, Saint-Malo, Dinan, Le Mont-Saint-Michel
- Rond-point de La Pilais[réf. souhaitée] RN 12 : Fougères, Romagné, Rennes, Caen
- Rond-point de La Sermandière[réf. souhaitée] RD 179 : Fougères-centre, Javené
- Rond-point de La Hayais[réf. souhaitée] RD 798 : Fougères-centre, Vitré
- : L'Aumaillerie
- Rond-point de Beauséjour[réf. souhaitée] RN 12 : Fougères, Beaucé, Ernée, Laval, Alençon
- Rond-point des Noueres[réf. souhaitée] RD 17 : La Chapelle-Janson

## Prolongement
La rocade est prolongée de 1,8 km entre la RD 17 et la RD 806. La mise en service de ce prolongement était prévue pour l'été 2017,,, la mise en service effective ayant eu lieu le 16 mai 2017.